# Phytomyza thalictrivora
Phytomyza thalictrivora är en tvåvingeart som beskrevs av Spencer 1969. Phytomyza thalictrivora ingår i släktet Phytomyza och familjen minerarflugor. Inga underarter finns listade i Catalogue of Life.